# Quatuor Bartók

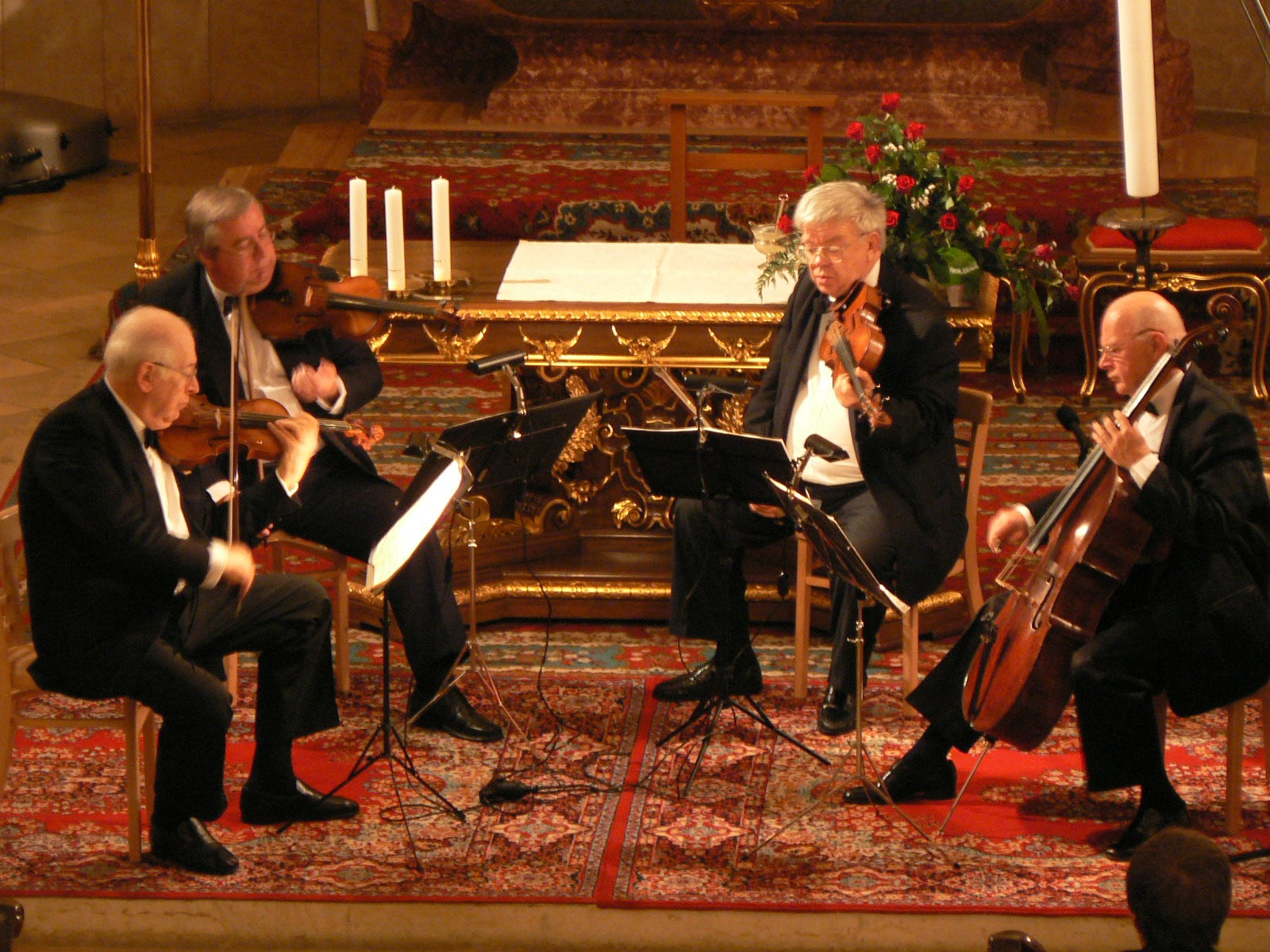
Le Quatuor Bartok.

Le Quatuor Bartók est un ensemble de musique de chambre fondé en 1957 à Budapest et dissous en 2017.

## Historique
Formé par quatre étudiants de l'Académie Franz Liszt, élèves de Leo Weiner, il se nomme Quatuor Komlos et en 1963 obtient de Ditta Pásztory, la seconde épouse de Bartók, l'autorisation de porter son nom. Il remporte en 1964 le Concours international de Liège, point de départ d'une brillante carrière au cours de laquelle il recevra de nombreuses distinctions (prix de l'UNESCO en 1982, prix Kossuth, Liszt, Bartók-Pásztory). Il a donné à travers le monde l'intégrale des quatuors de Beethoven et de Bartók, en tout plus de quatre mille concerts.

## Membres

### Premier violon
- Peter Komlós, sur un Stradivarius, le "Hamma", de 1731

### Deuxième violon
- Sándor Devich (1957-1982)
- Béla Banfalvy (1982-1985)
- Géza Hargitai (1985-), sur un G.B Guadagnini de 1779

### Alto
- Géza Németh, sur un Grancino de 1712

### Violoncelle
- Károly Botvay (1957-1977)
- László Mezö (1977-) sur un Montagnana de 1730